# Niklas Dürer
Niklas Dürer (* um 1460 wahrscheinlich in Ajtós; † nach 1539 wahrscheinlich in Köln) war ein deutscher Goldschmied. Als weitere Namensvarianten waren Niclas Dorer, Nikolaus Dürer, Nikolaus Torrer und Nikolaus Unger gebräuchlich.

## Leben
Niklas Dürer war ein Sohn des Sattlers und Zaummachers Laßlen (Ladislaus) Dürer. Es wird angenommen, dass er seine ungarische Heimat schon früh verlassen hat, um in Nürnberg, bei seinem Onkel Albrecht Dürer d. Ä., das Handwerk eines Goldschmiedes zu erlernen. Im Jahr 1481 erhielt er das Bürgerrecht Nürnbergs und ist ab 1482 als selbstständiger Goldschmiedemeister dokumentiert. Er scheint in den Folgejahren recht gut verdient zu haben, denn ab 1493 ist er als Besitzer eines eigenen Hauses belegt. Um den Verkauf der von ihm angefertigten Goldschmiedearbeiten zu optimieren, unternahm er einige längere Reisen, die ihn unter anderem nach Lübeck und auch Magdeburg führten. Spätestens 1501 scheint er sich, vermutlich aufgrund von erhofften besseren Verdienstmöglichkeiten, dazu entschlossen zu haben, langfristig nach Köln zu übersiedeln. Aus diesem Grund ließ er sich in diesem Jahr von der Stadt Nürnberg eine Urkunde ausstellen, in der ihm bezeugt wurde, dass er von ehelicher Geburt sein. In den Folgejahren scheint er weitere Reisen unternommen zu haben.
Im Jahre 1505 war er im Auftrag des Markgrafen Friedrich II. von Brandenburg-Ansbach unterwegs, bei der ihn ein Kollege begleitete. Unterwegs wurde er, wegen eines angeblichen Zollvergehens, im Herrschaftsgebiet des Grafen Asmus von Wertheim gefangen genommen und eingesperrt. Die mitgeführten Schmuckstücke im Wert zwischen 4 000 und 5 000 Gulden wurden dabei eingezogen. Erst durch Vermittlung des Bischofs von Würzburg, der durch den Rat der Stadt Nürnberg zu entsprechenden Verhandlungen beauftragt wurde, konnte die Angelegenheit geklärt werden. Die beiden Goldschmiede wurden wieder freigelassen und erhielten daraufhin ihr Eigentum zurück. Erst nach diesem Erlebnis scheint sich Niklas endgültig dazu entschlossen zu haben, sich tatsächlich dauerhaft in Köln niederzulassen.
Im Jahr 1520 wurde er dort von seinem Vetter, dem Maler Albrecht Dürer d. J. besucht, der auf seiner Reise nach den Niederlanden, jeweils bei der Hin- und bei der Rückreise bei Niklas einkehrte. Durch die entsprechenden Tagebuchaufzeichnungen Albrechts ist bekannt, dass Niklas Dürer verheiratet war und eine Tochter hatte. Ein letztes Mal wird er im Jahr 1539 erwähnt, als er im Testament von Albrecht Dürers d. J. Witwe Agnes bedacht wird; danach verliert sich jede weitere Spur.
Von seinen Arbeiten lässt sich heute keine mehr nachweisen.